# Thalamita spinimera
Thalamita spinimera is een krabbensoort uit de familie van de Portunidae. De wetenschappelijke naam van de soort is voor het eerst geldig gepubliceerd in 1967 door Stephenson & Rees.